# 내장항
내장항은 전라남도 해남군 송지면 내장리에 있는 어항이다. 2008년에 어촌정주어항으로 지정하여 관리하고 있다. 시설관리자는 해남군수이다.

## 주요 어종
- 김